# Ястребовский (Волгоградская область)
Ястребовский — хутор в Новоаннинском районе Волгоградской области России. Входит в состав Берёзовского сельского поселения. Население 4 человека (2010).

## География
Расположен в северо-западной части области, на р. Паника.
Уличная сеть состоит из одного географического объекта: ул. Речная.
Абсолютная высота 88 метров над уровнем моря
.

## Население
| 2010 |
| ---- |
| 4    |

Гендерный состав
По данным Всероссийской переписи населения 2010 года в гендерной структуре населения из 4 человек мужчин и женщин — по двое (50 % каждая когорта).
Национальный состав
Согласно результатам переписи 2002 года, в национальной структуре населения
русские составляли 100 % из общей численности населения в 7 человек

## Инфраструктура
Личное подсобное хозяйство.

## Транспорт
Просёлочные дороги.